# マラカイトグリーン
マラカイトグリーン (malachite green) は青緑色の塩基性有機色素である。CAS登録番号は[569-64-2]。
名称はマラカイト（孔雀石 CuCO3･Cu(OH)2）に色調が似ていることによる。主にシュウ酸塩や塩酸塩として流通している。

## 性質
結晶は光沢があり、水やエタノールに溶け、酸性では黄色を呈する。
| マラカイトグリーン | マラカイトグリーン | マラカイトグリーン | マラカイトグリーン | マラカイトグリーン |
| ------------------ | ------------------ | ------------------ | ------------------ | ------------------ |
| pHによる色の変化   |                    |                    |                    |                    |
| 2.0以下            | ↔                  | 2.0 - 11.6         | ↔                  | 11.6以上           |

## 用途

### 染料

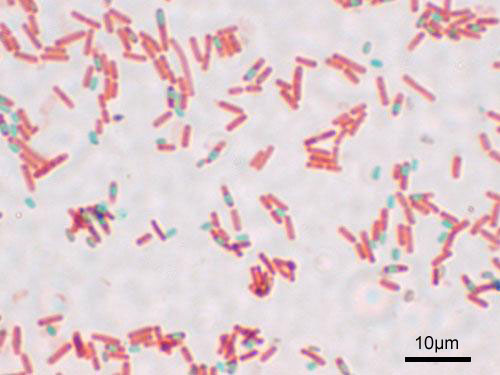
マラカイトグリーンを用いた細菌芽胞の染色（Wirtzの芽胞染色法）
緑色の部分がマラカイトグリーンで染まった枯草菌の芽胞。赤色の部分はサフラニンで染まった通常の菌体

着色力が強く安価であることからよく用いられるが、光により分解する。繊維の他に、紙やプラスチック製品などにも用いられる。
また細菌学では芽胞の染色や、ヒメネス染色（レジオネラや抗酸菌、リケッチアの染色法）などに用いられる。グラム染色用の色素としてクリスタルバイオレットの代わりに用いられることもある。

### 殺菌消毒能
還元作用があることから、活性酸素を発生し殺菌消毒作用を示すと考えられている。作用機序は酸化還元作用によるもので、細菌の細胞壁の特異的な合成阻害作用などがあるわけではなく、抗生物質、合成抗菌剤とは根本的に作用機序がことなる。医学生物学的にはオキシドール液、イソジン液などと同属の、消毒剤・消毒殺菌剤に分類される。観賞魚の白点病や水カビ病などの治療に用いられる。毒性のため、食用の養殖魚に用いることは2005年8月1日から禁止となった。

### 培地
マラカイトグリーンは大部分の細菌に対して殺菌的に働く。特にブドウ球菌などのグラム陽性球菌に有効であるが、グラム陽性桿菌、グラム陰性菌に対しても有効である。一方、サルモネラや抗酸菌などは比較的マラカイトグリーンに対する抵抗性が高いため、これらを選択的に増殖、培養するための培地に添加される。
サルモネラの選択増菌培地であるラパポート培地やラパポート・バシリアディス培地、抗酸菌用の小川培地などに利用されている。小川培地では、抗酸菌のコロニーを培地の色との違いで目立たせる役割も果たしている。

### 試薬
遊離リン酸の測定試薬として用いられる。

## 毒性
核酸塩基と親和性を示すことから発癌性が示唆されているが、毒性評価はされていない。
アメリカでは1981年に、EUでは2002年に食品への使用が禁止された。ウナギへの残留が問題になった中華人民共和国でも、2002年に食用動物への使用が禁止された。日本では、食品衛生法により食品中から検出されてはならないと規定している。しかしながら2007年7月に中国産の切り身サバから、2008年7月に中国産の養殖ウナギから検出された。